# Улица Грибоедова (Киев, Караваевы дачи)
Улица Грибоедова (укр. Вулиця Грибоєдова) — исчезнувшая улица, существовала в Октябрьском районе, сейчас Соломенском районе города Киева, местность Караваевы дачи. Пролегала от улицы Генерала Тупикова до Полевой улицы.

## История
Возникла в 1920-е — начале 1930-х годов под названием (2-я) улица Белинского. Название улица Грибоедова получила 1955 года в честь русского писателя Александра Грибоедова.
Ликвидирована вместе с окружающей малоэтажной застройкой в конце 1970-х — начале 1980-х годов.